# Harbin BZK-005
El BZK-005 UAV es un avión de reconocimiento de altura de largo alcance diseñado por la Universidad de Pekín de Aeronáutica y Astronáutica y el Harbin Aircraft Industry (Group) Co., Ltd. En a Muestra Internacional de Zhuhai de 2006, se mostraron modelos en video y vuelod públicos respecto a este UAV. El BZK-005 tiene algunas características furtivas integrados en su diseño. Se cree que una antena de enlace de datos por satélite se mantiene en su gran cúpula superior del cuerpo. En el fuselaje hay sistemas de sensores óptico-eléctricos. Se espera que BZK-005 tenga una velocidad de crucero de unos 170 km / h, un techo de vuelo de 8.000 m, un peso máximo al despegue de alrededor de 1.200 kg, una carga máxima de más de 150 kg. En agosto de 2011, un BZK-005 se estrelló en campo de cultivo cerca de Xingtai, Provincia Hebei . Fotos de los restos fueron publicadas en varios sitios web de Internet en China.

## Actualidad
El 15 de septiembre de 2013 las Fuerza Aérea de Autodefensa de Japón detectaron lo que parecía ser un "drone" cerca de las islas Senkaku (Diaoyu en chino) —objeto de una disputa territorial entre China y Japón—, lo que obligó al despliegue de cazas de combate para una posible interceptación. Horas después, el Ministerio de Defensa chino admitió en un comunicado que, efectivamente, se trataba de un avión no tripulado que pertenece al Ejército Popular de Liberación.

### Aeronaves similares
- PAE-22365
- CASIC WJ-600
- CASIC UAV
- ChangKong-1, diana, reconocimiento (1966)
- ChangKong-2
- ASN-206
- WJ-600, ataque furtivo/guerra electrónica, VANT de combate
- WuZhen-5
- WZ-2000, reconocimiento (2003)
- INTA Milano
- IAI Heron
- TIHA
- Denel Bateleur
- Mohajer
- General Atomics MQ-1 Predator

### Listas relacionadas
- Anexo:Vehículos aéreos no tripulados